# 英陽警察署
英陽警察署（ヨンヤンけいさつしょ）は、慶北地方警察庁所管の警察署である。

## 管轄区域
- 英陽郡

## 沿革
- 1945年10月21日 -　開署

## 管轄派出所
- 英陽派出所
- 立岩派出所
- 石保派出所
- 首比派出所
- 青杞派出所